# Stenotarsus solidus
Stenotarsus solidus là một loài bọ cánh cứng trong họ Endomychidae. Loài này được Blatchley & Leng miêu tả khoa học năm 1916.